# Neopetrobia eberlanziae
Neopetrobia eberlanziae är en spindeldjursart som beskrevs av Meyer 1974. Neopetrobia eberlanziae ingår i släktet Neopetrobia och familjen Tetranychidae. Inga underarter finns listade i Catalogue of Life.